# رأس منهلي

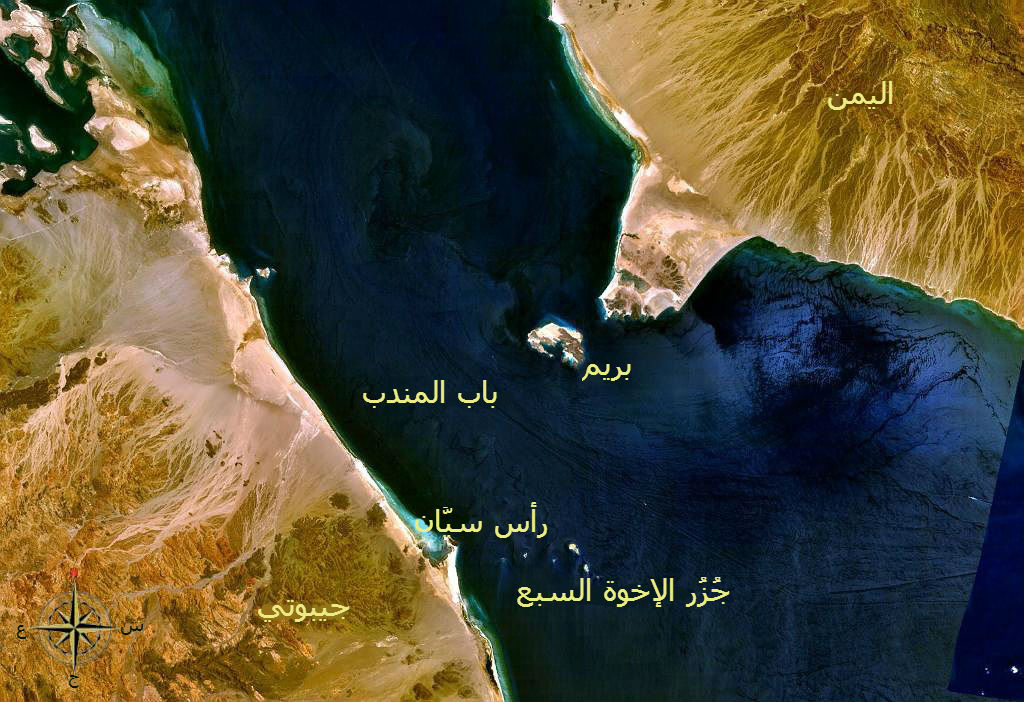
منطقة باب المندب

رأس منهلي هي نقطة في اليمن على ساحل باب المندب بالقرب من جزيرة ميون.